# Nida (Litouwen)

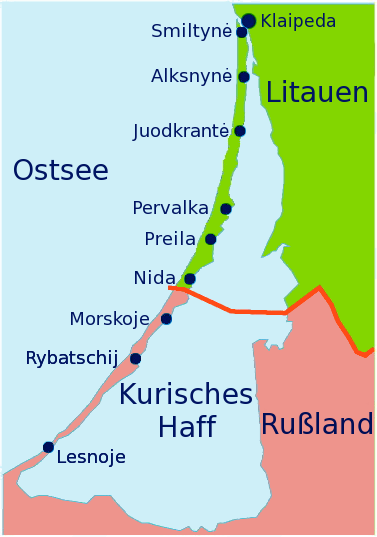
De plaatsen op de Koerse Schoorwal

Nida (Duits: Nidden, Russisch: Нида) is een dorp in Litouwen, gelegen op de Koerse Schoorwal en onderdeel van de gemeente Neringa, gelegen in het district Klaipėda. Ten zuiden van Nida loopt de grens met Rusland. De dichtstbijzijnde Russische plaats is Morskoje, op 9 kilometer afstand. 9 kilometer ten noorden van Nida ligt Preila. De afstand tot Klaipėda, de dichtstbijzijnde grote stad, bedraagt 47 kilometer.
Nida heeft ca. 1.650 inwoners. Het is daarmee de grootste plaats van de gemeente Neringa en tevens het bestuurscentrum van die gemeente.

## Geschiedenis
Het dorp is teruggevonden in documenten van de Teutoonse ridders in 1385 en 1437. Oorspronkelijk lag het vijf kilometer ten zuiden van de huidige positie, maar door zanddriften en kusterosies moesten de bewoners tweemaal (rond 1675 en rond 1730) hun dorp op een andere plaats opbouwen. Bij de laatste herbouw werden twee kleine dorpjes in de buurt, Skruzdynė en Purvynė, bij Nida getrokken. Nida hoorde tot 1920 bij Pruisen en deelde daarna het lot van het Memelland: Frans protectoraat tot 1923, Litouws tussen 1923 en 1939 en onderdeel van de Duitse provincie Oost-Pruisen tussen 1939 en 1945. Daarna werd de plaats weer Litouws.
De bevolking van Nida is twee keer gedecimeerd door een pestepidemie, in 1603 en in 1709. Agnes Miegels gedicht Die Frauen von Nidden van 1907 gaat over een van deze epidemieën. Het gedicht vertelt dat maar zeven vrouwen de pest hebben overleefd. Ze zijn zo wanhopig dat ze zich levend laten begraven door de wandelende duinen bij het dorp. In 1931 werd het kerkhof ontdekt waarop de slachtoffers van de eerste epidemie ter aarde waren besteld.
In 1869 ging een groot deel van het dorp door brand verloren. In 1874 kreeg het dorp een vuurtoren. De toren die er nu staat, dateert echter van na de Tweede Wereldoorlog.
In 1847 kreeg Nida zijn eerste houten kerk. Deze werd in 1888 vervangen door een kerk in neogotische stijl, opgetrokken uit baksteen. De kerk is sinds 1992 weer in gebruik bij de lutherse gemeenschap, nadat ze vele jaren als streekmuseum had gediend. De rooms-katholieke gemeenschap maakte tot 2003 gebruik van dezelfde kerk. In dat jaar kwam een aparte katholieke kerk gereed. De katholieke gemeenschap op de Koerse Schoorwal valt onder het bisdom Telšiai. Het oude kerkhof naast de lutherse kerk staat op de monumentenlijst.
Rond 1890 raakte het rustige Nida in trek bij (vooral expressionistische) schilders. Er ontstond een kunstenaarskolonie met als middelpunt de herberg van Hermann Blode (1862–1934). Lovis Corinth, Max Pechstein en Karl Schmidt-Rottluff woonden en werkten allemaal enige tijd in Nida. Ook schrijvers als Ernst Wiechert en Carl Zuckmayer kwamen er graag. Nobelprijswinnaar Thomas Mann woonde in de zomers van 1930-1932 in Nida. Hij werkte er aan Jozef en zijn broers. Het zomerhuisje dat hij zelf heeft laten bouwen, bestaat nog steeds; er is een klein museum ingericht over zijn werk en leven.
Toen Nida bij Litouwen kwam, had dat geen gevolgen voor de kunstenaarskolonie. Toen echter nazi-Duitsland in 1939 het Litouwse deel van de Koerse Schoorwal weer in bezit had genomen, werd de schilderijenverzameling van Blode als ‘entartete Kunst’ in beslag genomen. Blodes schoonzoon Ernst Mollenhauer (1892-1963), zelf schilder, wist vernietiging van de collectie te voorkomen. Toen het Rode Leger in januari 1945 over de schoorwal Oost-Pruisen binnentrok, vernielden de soldaten alsnog het overgrote deel van de collectie.
Na de Tweede Wereldoorlog werd Nida, samen met de andere Litouwse dorpjes op de Koerse Schoorwal, ingedeeld bij de gemeente Klaipėda. In 1945 en 1946 was vrijwel de hele (grotendeels Duitstalige)  bevolking gevlucht of verdreven. In de plaats daarvan vestigden zich vooral Litouwers in het gebied. In 1961 werden vier dorpen en een buurtschap samengevoegd in de gemeente Neringa. Deze werd een exclusieve vakantiebestemming voor de top van de Communistische Partij en de industriële elite. Toeristen van buiten de Sovjet-Unie mochten er niet komen. Dat veranderde pas na 1985.
Ten noordwesten van het dorp werd in 1967 een klein vliegveld aangelegd. Het is niet meer in gebruik.

## Attracties
Het plaatsje is tegenwoordig een populaire vakantiebestemming, jaarlijks komen er 50.000 toeristen, met name uit Litouwen en Duitsland.
Men kan in de omgeving de hoogste zandduinen van Europa vinden. In oude Duitse films, toen reizen naar Afrika nog zeer kostbaar en tijdrovend was, heeft deze locatie dan ook regelmatig als 'woestijn' gefungeerd. Het hoogste duin is Vecekrugo kopa (Duin van de Oude Herberg), 67 meter hoog, dat ten noorden van Nida ligt. Ten zuiden van het dorp ligt de Parnidžio kopa (Duits: Parniddener Düne of Hohe Düne), 52 meter hoog, met een uitkijkpunt. Een deel van de duinen is nog steeds ‘wandelend’ en wordt regelmatig verplaatst door de wind.
Behalve het Thomas Mann-museum heeft Nida ook een visserijmuseum en een barnsteenmuseum. Sinds 2000 wordt er jaarlijks een jazzfestival georganiseerd.

## Foto's

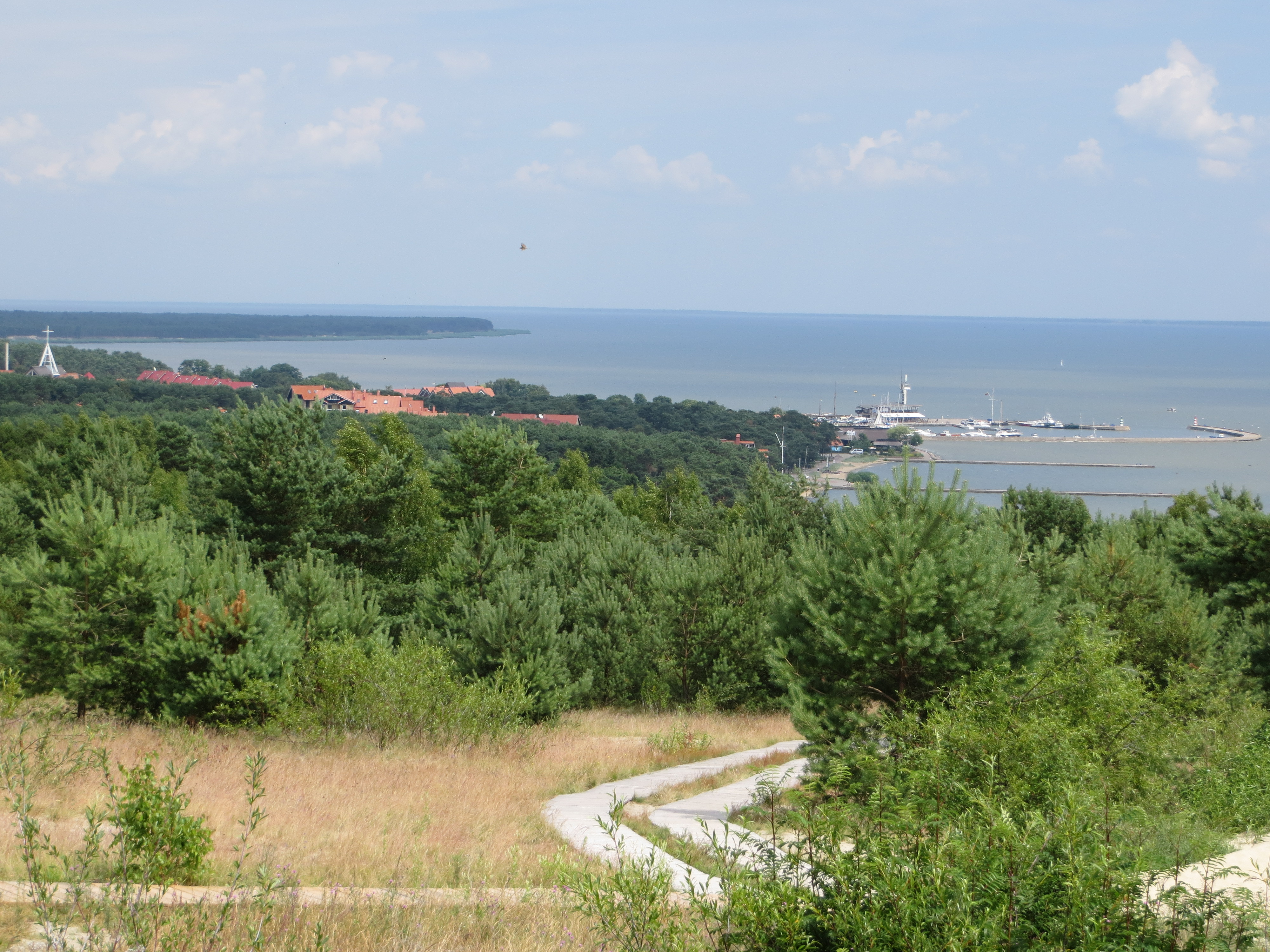
Nida, gezien vanuit de duinen
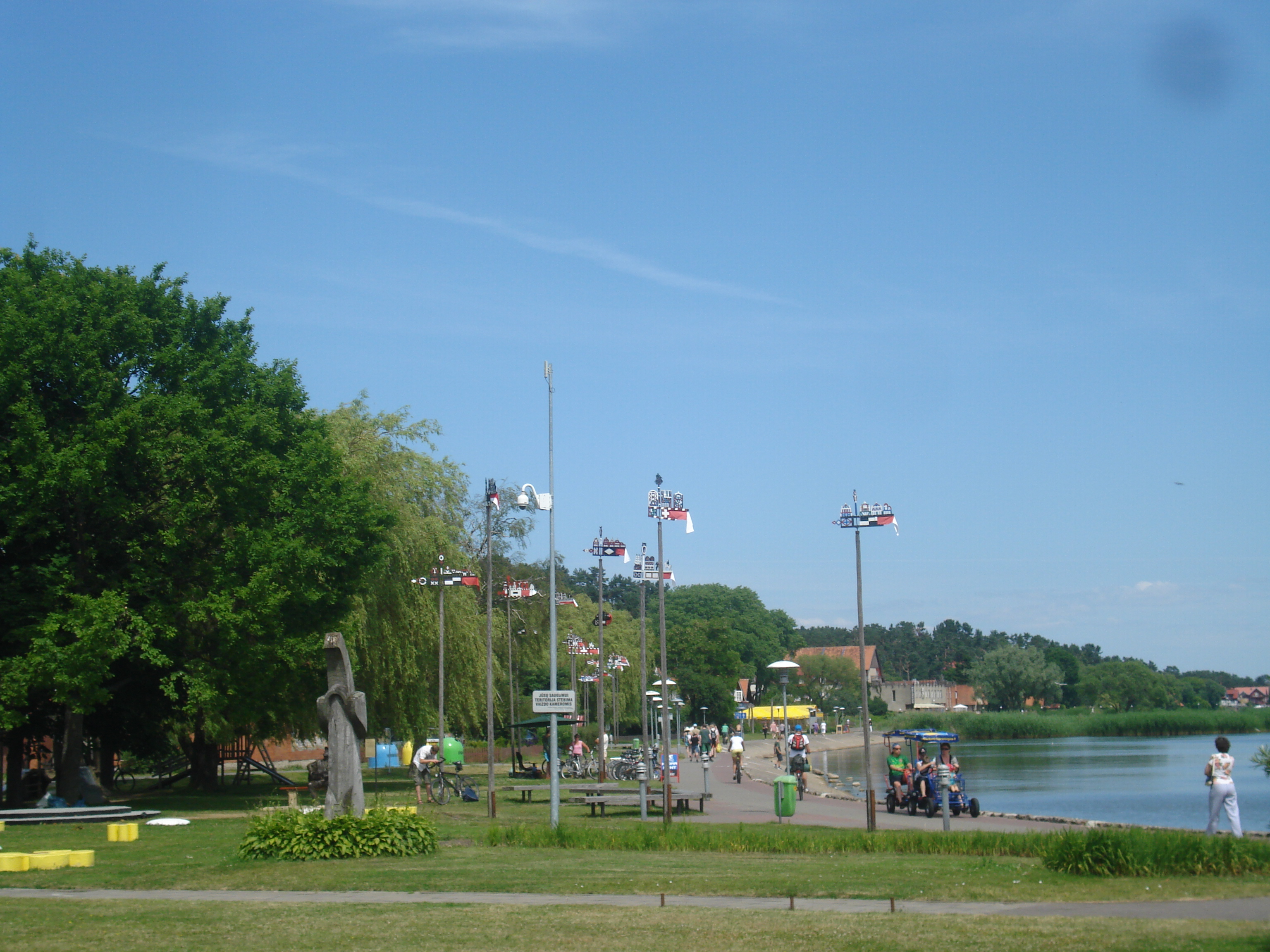
Windwijzers langs het Koerse Haf in Nida
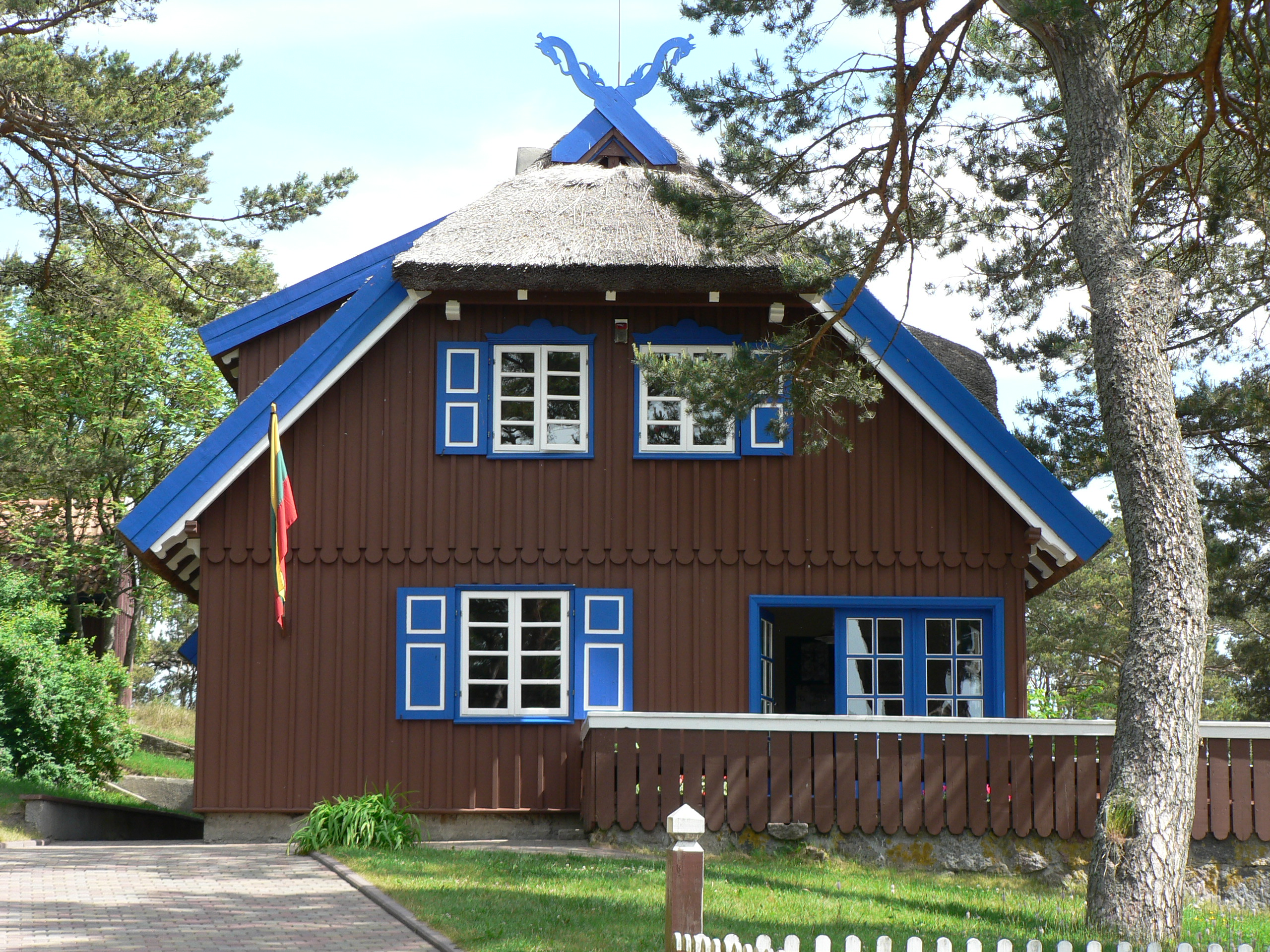
Nida, vakantiehuisje van Thomas Mann
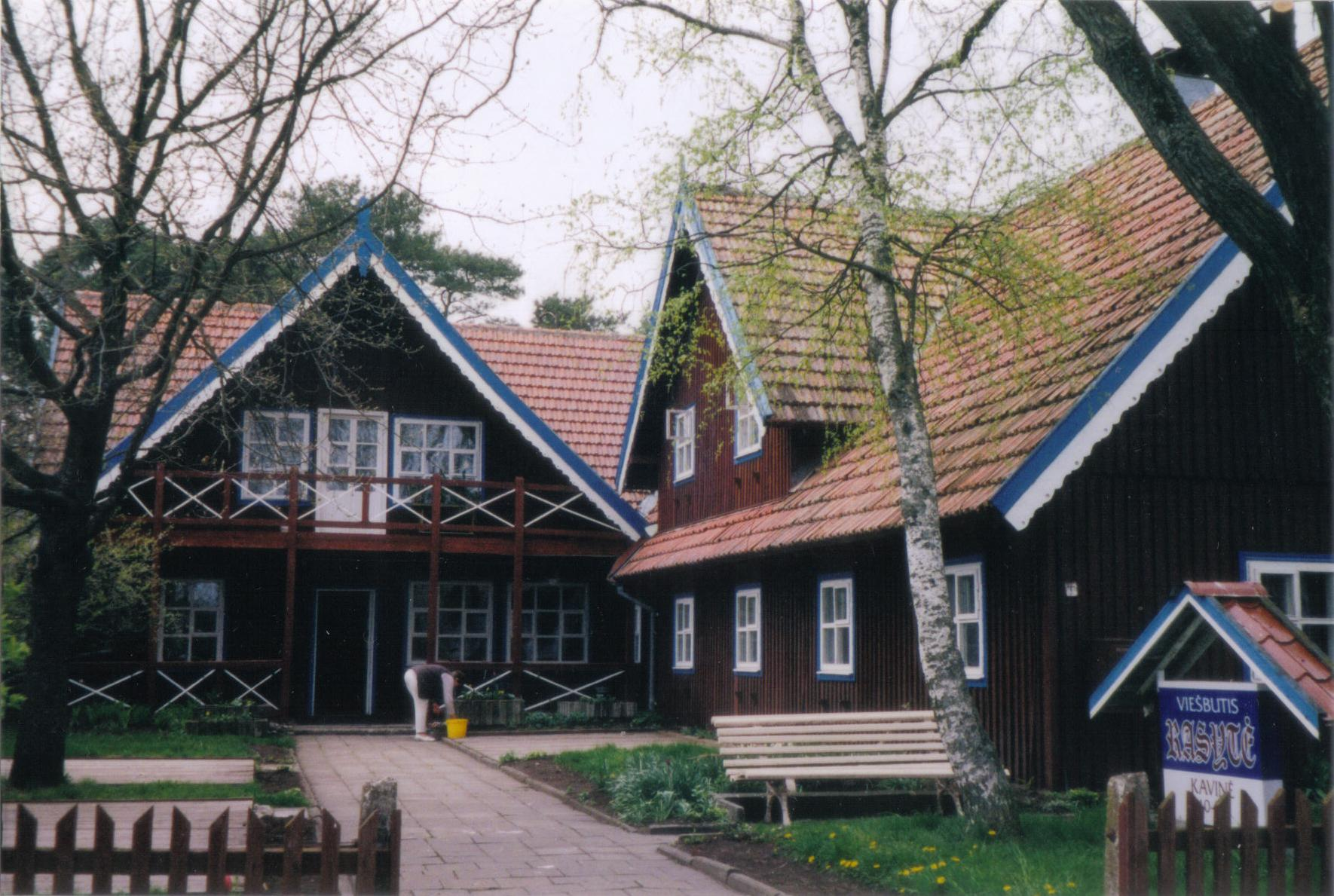
Klein cafeetje in het centrum van Nida
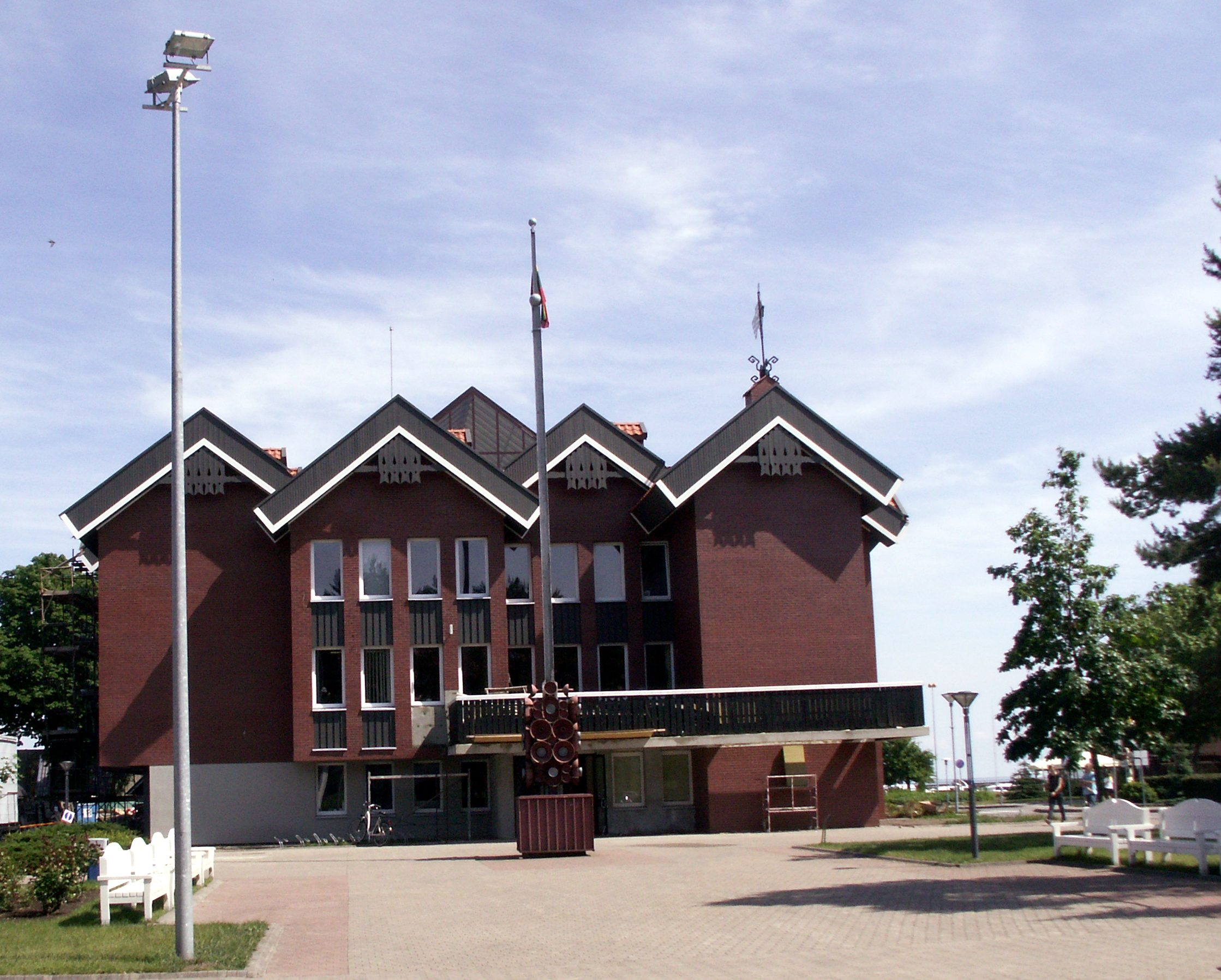
Gemeentehuis van Neringa
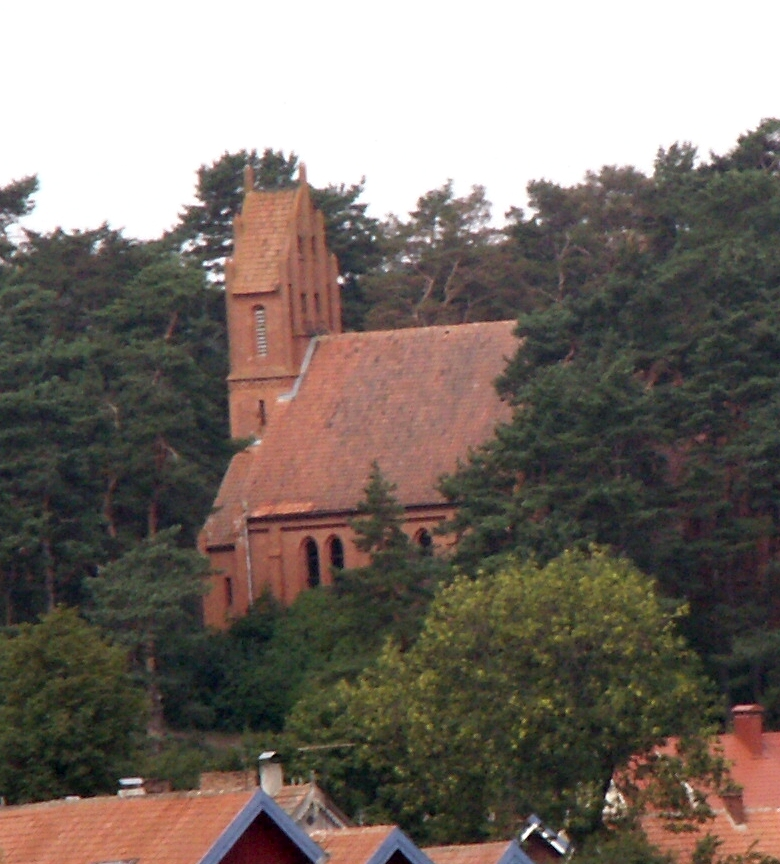
Lutherse kerk
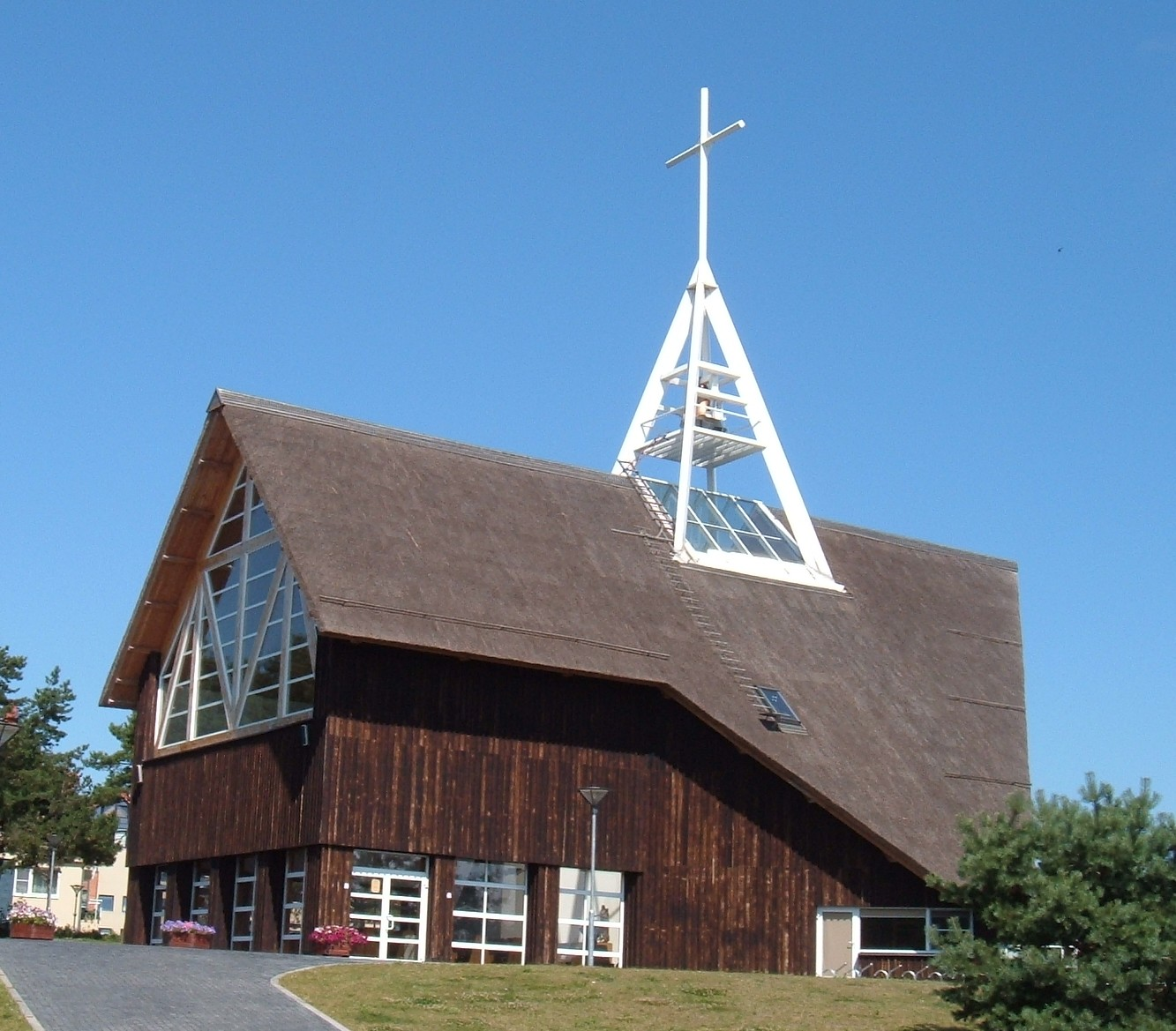
Rooms-katholieke kerk
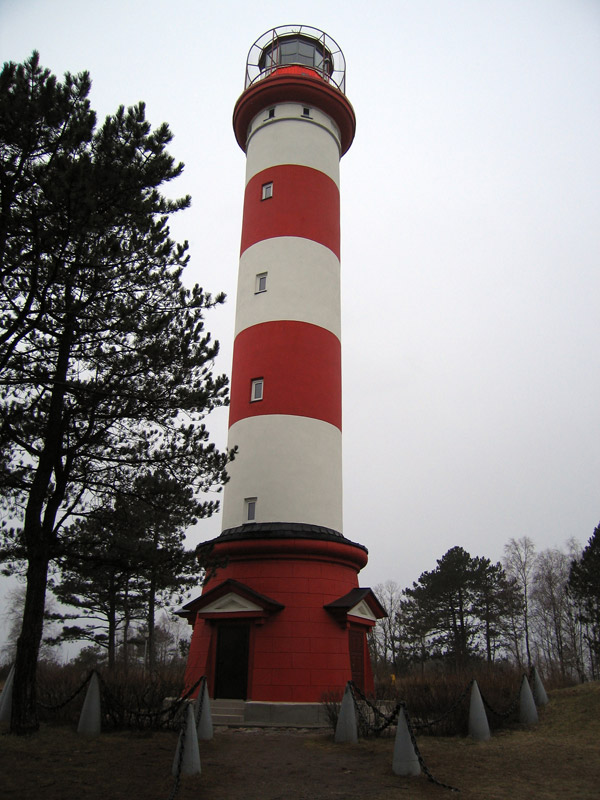
De vuurtoren
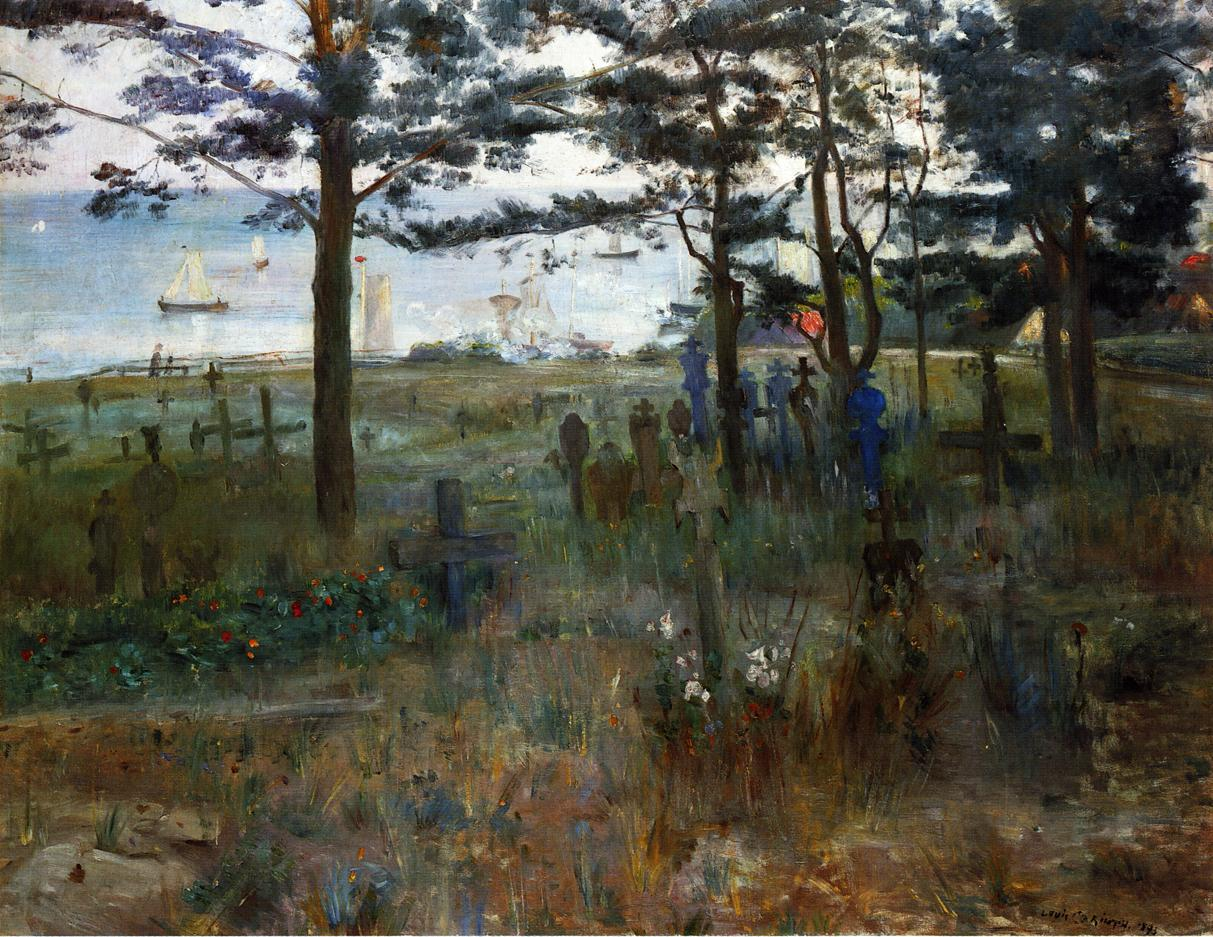
‘Kerkhof in Nidden’, in 1893 geschilderd door Lovis Corinth